# أغاني نازية
الأغاني الاشتراكية الوطنية كانت أغاني ومسيرات تم إنشاؤها بواسطة الحزب النازي. في ألمانيا الحديثة، أصبح الغناء العام أو أداء الأغاني المرتبطة حصريًا بالحزب النازي غير قانوني الآن.

## خلفية
غالبًا ما يكون هناك خلط بين الأغاني المكتوبة خصيصًا للحزب النازي، والأغاني الوطنية الألمانية القديمة (قبل الحرب العالمية الأولى) التي استخدمها النازيون على نطاق واسع وأصبحت مرتبطة بها. تنطبق هذه الملاحظة قبل كل شيء على Das Lied der Deutschen («أغنية الألمان»)، المكتوبة عام 1841. أصبح النشيد الوطني لجمهورية فايمار في عام 1922، ولكن خلال الحقبة النازية، تم استخدام المقطع الأول فقط، تليها أغنية كتيبة العاصفة «هورست فيسل ليد».
في ألمانيا الحديثة، يعد الغناء العام أو أداء الأغاني التي تم تحديدها حصريًا مع ألمانيا النازية غير قانوني. يمكن أن يعاقب بالسجن لمدة تصل إلى ثلاث سنوات.

## «هورست فيسيل ليد»
كان «هورست فيسل ليد» ("Song of Horst Wessel")، المعروف أيضًا باسم «Die Fahne Hoch» («رفع العلم») هو النشيد الرسمي للحزب النازي. والأغنية من كلمات هورست فيسيل، وهو ناشط في الحزب وزعيم كتيبة العاصفة، الذي قتل على يد عضو في الحزب الشيوعي في ألمانيا. بعد وفاته، أعلن الحزب النازي أنه «شهيد» واكتسبت أغنيته شعبية واسعة بين أتباع الحزب.
العروض العامة للأغنية ممنوعة حاليًا في ألمانيا (القانون الجنائي القسم 86 إيه) والنمسا (قانون الحظر لعام 1947)، وهو حظر يشمل كل من الأغاني واللحن، ولا يُسمح به إلا للأغراض التعليمية.

## موسيقى أخرى
- «إريكا»
- إرزهيرزوغ - ألبريشت - مارش
- " Es war ein Edelweiss "
- " Unter dem Doppeladler "
- «مطحون»
- وجه دير الفوهرر
- «الحرب المقدسة»
- «مارش الكولونيل بوجي»
- «من يعتقد أنك تمزح يا سيد هتلر؟»